# حصن غافق
حصن غافِق (بالإسبانية: Belalcázar)‏، هي إحدى بلديات مقاطعة قرطبة إحدى مقاطعات إسبانيا، و التي تقع في منطقة الأندلس جنوب إسبانيا.
يبلغ عدد سكانها 3.546 نسمة وفقاً لإحصائية سنة (2007).

## أعلام
- محمد بن أسلم الغافقي